# Pseudoharpax francoisi
Pseudoharpax francoisi es una especie de mantis de la familia Hymenopodidae.

## Distribución geográfica
Se encuentra en Guinea y Camerún.